# تڭلمامين

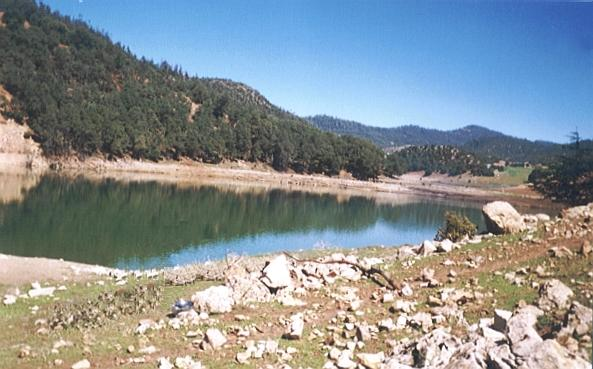
صورة جانبية لبحيرة تيغلمامين

بحيرة تڭلمامين (ⵜⵉⴳⵍⵎⴰⵎⵉⵏ)، وتعرف بنظارات الأطلس، نظرا لشكلها المميز على شكل نظارات، بحيث أنها عبارة عن بحيرتين متجاورتين ومتصلتين. هي بحيرة طبيعية جبلية تقع في جماعة أڭلمام أزكزا مصنفة كتراث وطني، وتبعد بحوالي 44 كلم عن مدينة خنيفرة، تقع على علو 1630 متر فوق سطح البحر بالأطلس المتوسط. وتضم ثروة سمكية مهمة، كما تعد ملجأ لبعض الطيور المهاجرة، وتحيط بها غابات كثيفة مختلطة بين البلوط الأخضر والأرز الأطلسي.

## الموقع
تقع بحيرة تيكلمامين بتراب جماع أڭلمام أزكزا، إقليم خنيفرة، جهة بني ملال خنيفرة، بعمق جبال الأطلس المتوسط، تبعد بحوالي 44 كلم عن مدينة خنيفرة، ويبلغ علوها حوالي 1650 متر فوق سطح البحر.

## التسمية
بحيرة تڭلمامين تُسمى أيضاً باسم نظارات الأطلس المتوسط، وقد أطلق عليها هذا الإسم لتوفرها على بحيرتين متجاورتين ومتصلتين على شكل نظارات، وتيڭلمامين اسم أمازيغي، وهو جمع كلمة أڭلمام التي تعني البحيرة.

## المورفولوجيا
بحيرة تيڭلمامين تتواجد على شكل 3 بحيرات متسلسلة، إثنتان منهما متقاربتين ومتصلتين بشكل يشبه النظارات. نجد بحيرة شمالية ووسطى وجنوبية. البحيرة الوسطى هي الأكبر حجما بمساحة حوالي 7 هكتارات، وعمق حوالي 18 مترا، أما البحيرة الجنوبية فهي الأعمق بمساحة حوالي 4 هكتارات، وعمق حوالي 40 مترا، أما الشمالية فهي تبعد عنهما قليلا، وهي الأصغر حجما. أما عن شكل هذه البحيرات فهو بيضوي.

## السياحة
تعتبر بحيرة تيكلمامين، منطقة سياحية بامتياز، خاصة السياحة الجبلية والإيكولوجية، ولدى عشاق التخييم، خاصة أن البنية التحتية للمنطقة ماتزال ضعيفة، حيث لا توجد طريق معبدة نحو البحيرة، كما لا يوجد فيها أي مأوى سياحي لاستقبال السياح. يتوفر النقل المزدوج نحو البحيرة من مدينة خنيفرة، وتقدم الساكنة المحلية خدمات للمصطافين خلال فصل الصيف مثل بيع الخبز وبعض المواد الاستهلاكية، خاصة لهواة التخييم اللذين يتوافدون بأعداد كبيرة على هذه البحيرة خلال فصل الصيف.

## الهيدرولوجيا
تتغذى هذه البحيرة من المنابع المتواجدة بها، كما تغذيها مياه الثلوج والأمطار، حيث تعرف المنطقة تساقطات ثلجية مهمة خلال فصل الشتاء، كما يوجد قرب البحيرة منبع مائي عذب، وبئر صالح للشرب، كما أن البحيرة هي من أصل كاريستي. بخصوص تصريف المياه، فإن البحيرة الشمالية تصرف مياهها في البحيرة الوسطى، والبحيرة الوسطى بدورها تصرف مياهها في البحيرة الجنوبية، هذه الأخيرة متصلة بمجرى مائي تصرف مياهها من خلاله.

## السكان

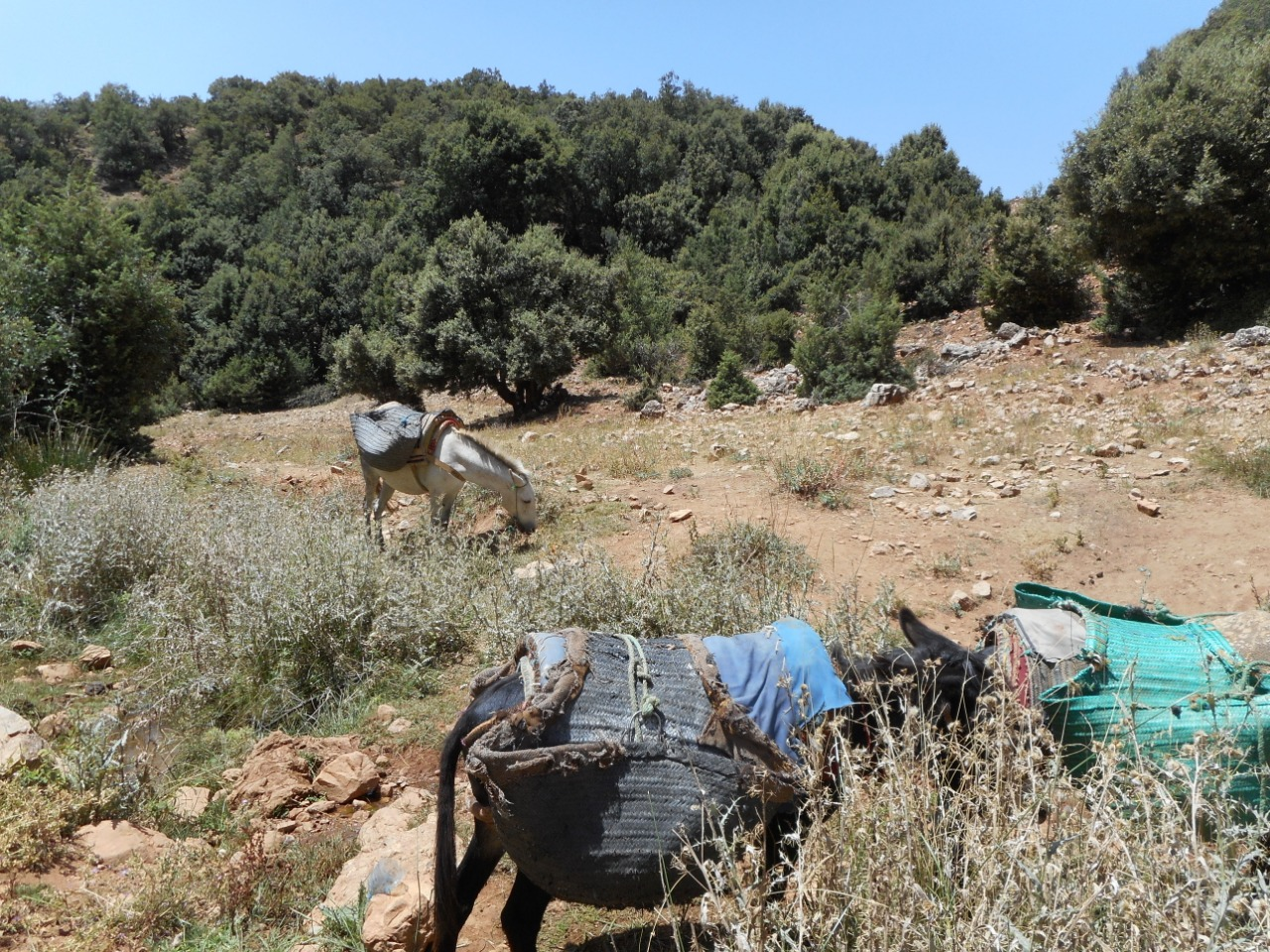
دواب سكان منطقة تڭلمامين قرب المنبع المائي القريب من البحيرات

يوجد منزل قروي على ضفاف البحيرة، كما توجد أراضي زراعية على ضفافها، لكن الغابة تسيطر على جل ضفاف هذه البحيرة، وبعيدا عنها قليلا توجد بعض القرى الصغيرة القريبة. سكان المنطقة هم من الأمازيغ، واللغة الشائعة في هذه المنطقة هي اللغة الأمازيغية، وفي حالات قليلة الدارجة المغربية. ويعيش السكان في هذه المنطقة أساسا على الفلاحة، بما فيها الزراعات البورية والرعي.

## النظام البيئي
تعتبر بحيرة تيكلمامين من أغنى المناطق المغربية بشجرة الأرز الأطلسي، وايضا البلوط الأخضر، كما تضم العديد من الأنواع السمكية على رأسها سمك الترويت، وأنواع نباتات مائية نادرة، وتعتبر قبلة لعشاق الصيد بالقصبة، كما تعتبر موطنا لقردة المكاك البربري، والخنزير البري والأرانب البرية والثعالب وإبن أوى، والذئاب، والصقور، كما تستقبل بعض الطيرو المهاجرة.

## معرض الصور

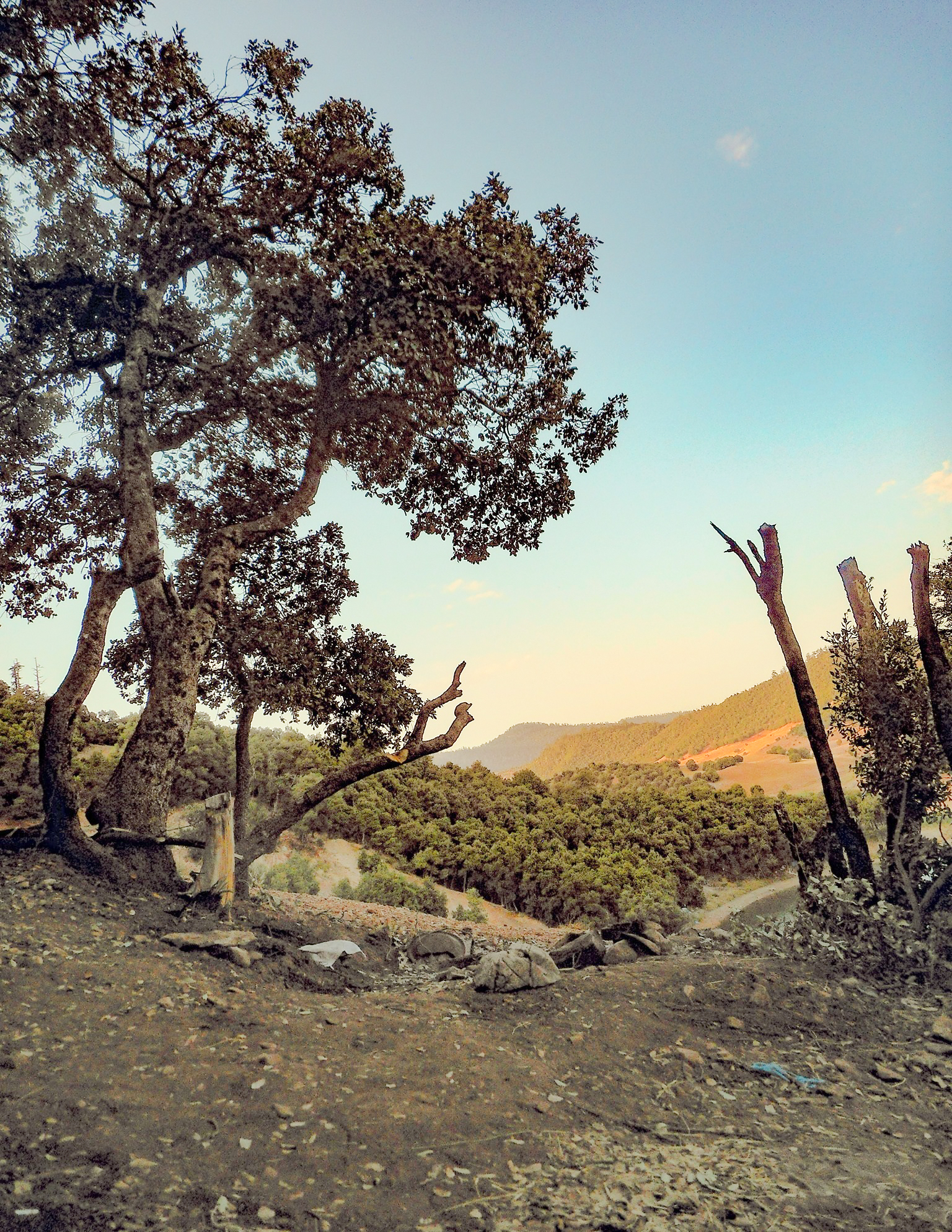
مشهد من بحيرة تڭلمامين